# Надпись Чичикия
Надпись Чичикия — устоявшееся название мангупского эпиграфического памятника, при этом имени «Чичикий» современные исследователи в тексте не обнаруживают и вводят название «Строительная надпись -ци». Найдена Ф. А. Брауном в 1890 году, опубликована В. В. Латышевым в 1896 году. Хранится в коллекции Бахчисарайского музея.

## Описание
Надпись из 8 строк, на византийском греческом языке, вырезана на мраморной плите размерами 71,0 см в высоту, 35,0 см в ширину и толщиной 13,0 см, высота букв — 5,0—8,0 см. Надпись обрамлена рельефной рамкой, в дошедшем виде неровно обломана справа, имеются сколы по всем краям плиты. В современной интерпретации, предложенной А. Ю. Виноградовым, надпись выглядит так (в квадратных скобках — восстановленные по смыслу лакуны
ср.-греч. Ἐκ[τίσθη ἐκ β-]
άθρων [διὰ]
κόπου [---]
τζι το̣[ῦ] ἑκα-
τοντάρ[χου],
ἐπὶ τῆς β[ασιλί(ας)]
Τοχταμή̣[ς].
ἐπὶ ἔτους [͵ςϠ´ resp. ͵ςϠ.´ ] — «Пос[троено от о]снования трудами …ци сотни[ка] в ц[арствование] Тохтамы[ша], в [6900 (или: 690.)] году»
Исходя из прямого упоминания правящего хана Тохтамыша (1380—1395 годы) и известных исторических событий, Виноградов датирует надпись промежутком между 1391 и 1401 годом. Также учитывается палеографический анализ, по которому надпись отличается как от более ранних памятников XIV века, так и от феодоритской эпиграфики XV века.

## История изучения
Надпись была обнаружена Ф. А. Брауном в 1890 году в кладке башни второй линии укреплений в балке Табана-Дере, как вторично использованная турками при ремонте крепости. Во время обследований Мангупа Ф. А. Браун заметил выглядывающий из кладки торец мраморной плиты и, поскольку мрамор на Мангупе практически не встречается, извлёк её. Учёный трактовал текст в виде «Была построена (башня (крепость?) от) основ (через) усилие (и поддержку)Тзис (…со)тника при ца(рствовании) Тохтам(ыша) в году…» и посчитал, что текст сообщал о строительстве некоего храма и, опираясь на имя Тохтамыша, отнёс её к концу XIV — началу XV века: анализ и выводы Брауна практически не противоречат современным, за исключением упоминания строительства храма. Надпись, по присланной А. И. Маркевичем фотографии, сделанной членом ИТУАК Харлампием Афанасьевичем Монастырлы, была изучена и опубликована В. В. Латышевым в 1896 году. Именно Латышев усмотрел в тексте имя «Чичикий», под которым надпись стала известна в дальнейшем, он же высказал предположения, что первоначально плита с надписью находилась в одном из храмов Мангупа. В его переводе текст звучит так: «Построена эта башня от основания трудом и иждивением Тцитцикия гекатонтарха в правление Тохтамыша», не исключая, что в надписи могло быть и имя хана Токты (1291—1312 годы). Н. В. Малицкий, в работе 1933 года, не принимает прочтения строителя, как Чичикия, выдвигая версию о тюркском окончании имени. Имя же хана, критикуя ошибки Латышева, читает, как Тохтамыш, датируя надпись 1380-ми годами. Также учёный выдвинул версию, что упоминание Тохтамыша должно было подтвердить власть Орды над Мангупом (в отличие от генуэзской Готии). Развёрнутый анализ надписи произвёл В. Л. Мыц в монографии 2009 года. Анализируя исторические реалии — ослабление власти Тохтамыша в Таврике в связи с походом Тамерлана на Орду и, в связи этим, возрастающая угроза конфликта с Генуей, учёный предлагает считать ранней границей времени строительства (реконструкции) крепости 1395—1397 год. Ряд исследователей указывают, что звание «сотник» соответствует золотоордынской модели территориального управления, существовавшей в те годы в Крыму, а употребление греческого титула «гекотонтарх» (ср.-греч. εκατονταρχου), как и вообще греческого языка в надписях, связывают с византийскими культурными традициями населения княжества Феодоро. В. П. Степаненко вообще полагает, что надпись сообщает о реконструкции Большой базилики.